# Rodelen op de Olympische Winterspelen 2022 - Dubbels
De rodelwedstrijd voor dubbels tijdens de Olympische Winterspelen 2022 vond plaats op 9 februari op de bobslee-, rodel- en skeletonbaan National Sliding Centre in Yanqing nabij Peking. Regerend Olympisch kampioen was het Duitse duo Tobias Wendl / Tobias Arlt. Zij prolongeerden hun titel.

## Tijdschema
| Datum               | Lokale tijd | MET   |
| ------------------- | ----------- | ----- |
| woensdag 9 februari | 20:20       | 13:20 |

## Uitslag
| Rang   | Olympiër                              | Land             | Run 1    | Run 1 | Run 2    | Run 2 | Totaal   |
| Rang   | Olympiër                              | Land             | Tijd     | Rang  | Tijd     | Rang  | Totaal   |
| ------ | ------------------------------------- | ---------------- | -------- | ----- | -------- | ----- | -------- |
| Goud   | Tobias Wendl Tobias Arlt              | Duitsland        | 58,255   | 1     | 58,299   | 1     | 1:56,554 |
| Zilver | Toni Eggert Sascha Benecken           | Duitsland        | 58,300   | 2     | 58,353   | 2     | 1:56,653 |
| Brons  | Thomas Steu Lorenz Koller             | Oostenrijk       | 58,426   | 3     | 58,639   | 3     | 1:57,065 |
| 4      | Mārtiņš Bots Roberts Plūme            | Letland          | 58,628   | 5     | 58,791   | 5     | 1:57,419 |
| 5      | Andris Šics Juris Šics                | Letland          | 58,703   | 6     | 58,734   | 4     | 1:57,437 |
| 6      | Emanuel Rieder Simon Kainzwaldner     | Italië           | 58,602   | 4     | 58,995   | 7     | 1:57,597 |
| 7      | Tristan Walker Justin Snith           | Canada           | 58,895   | 7     | 59,023   | 8     | 1:57,918 |
| 8      | Alexander Denisyev Vladislav Antonov  | Russische ploeg  | 59,040   | 9     | 58,953   | 6     | 1:57,993 |
| 9      | Wojciech Chmielewski Jakub Kowalewski | Polen            | 58,992   | 8     | 59,073   | 9     | 1:58,065 |
| 10     | Andrey Bogdanov Jurij Prochorov       | Russische ploeg  | 59,376   | 11    | 59,132   | 11    | 1:58,508 |
| 11     | Zachary DiGregorio Sean Hollander     | Verenigde Staten | 59,389   | 12    | 59,126   | 10    | 1:58,515 |
| 12     | Park Jin-yong Cho Jung-myung          | Zuid-Korea       | 59,361   | 10    | 59,366   | 12    | 1:58,727 |
| 13     | Tomáš Vaverčák Matej Zmij             | Slowakije        | 1:00,138 | 15    | 59,704   | 13    | 1:59,842 |
| 14     | Marian Gîtlan Darius Şerban           | Roemenië         | 59,694   | 13    | 1:00,243 | 16    | 1:59,937 |
| 15     | Ihor Stakhiv Andriy Lysetskyy         | Oekraïne         | 59,983   | 14    | 1:00,080 | 15    | 2:00,063 |
| 16     | Filip Vejdělek Zdeněk Pěkný           | Tsjechië         | 1:00,248 | 16    | 59,869   | 14    | 2:00,117 |
| 17     | Huang Yebo Peng Junyue                | China            | 1:00,732 | 17    | 1:00,840 | 17    | 2:01,572 |